# دیوید شوارتز
دیوید شوارتز (انگلیسی: David Schwartz) موسیقی‌دان و آهنگساز اهل ایالات متحده آمریکا است.
وی دانش‌آموختهٔ «مدرسهٔ هنرهای تصویری» در نیویورک و «کالج موسیقی برکلی» در بوستون است.
از فیلم‌ها یا مجموعه‌های تلویزیونی که وی در آن‌ها نقش داشته‌است می‌توان به بورلی هیلز، ۹۰۲۱۰، تو احمقی، ولف لیک، قواعد نامزدی، پرورش شکست‌خورده و ددوود اشاره نمود.